# Ľ
O Ľ (minúscula: ľ) é uma letra (L latino, adicionado do caron) utilizada em várias línguas.
É Pronúnciado como aproximante lateral palatal[ʎ] 